# Susann Goksør Bjerkrheim
Susann Goksør Bjerkrheim (Oslo, 7 luglio 1970) è un'ex pallamanista norvegese.

## Palmarès

### Olimpiadi
- 3 medaglie:
  - 2 argenti (Seul 1988; Barcellona 1992)
  - 1 bronzo (Sydney 2000)

### Mondiali
- 3 medaglie:
  - 1 oro (Danimarca/Norvegia 1999)
  - 1 argento (Germania 1997)
  - 1 bronzo (Norvegia 1993)

### Europei
- 2 medaglie:
  - 1 argento (Danimarca 1996)
  - 1 bronzo (Germania 1994)